# Aceite de manzanilla
El aceite de manzanilla o de magarza es el aceite que se hace con la planta de manzanilla. 
Se pone dichas plantas en aceite y se exponen al sol en los momentos más calurosos. El color del aceite es azulado. Hay quien hace entrar en su composición la trementina fina. Cuando el aceite es viejo se considera de mayor utilidad. Se utiliza para curar varios tipos de llagas y muchos lo consideran como un tipo de bálsamo. 